# Mercado de Abastos de Zamora
El Mercado de Abastos (denominado inicialmente Mercado del Salvador) es un edificio ubicado en la ciudad de Zamora (España). Hace de Plaza de abastos distribuyendo alimentos procedentes de los agricultores y ganaderos de la provincia.

## Historia
Anteriormente a la construcción de este mercado, en el siglo XVI la comercialización de carnes y hortalizas se realizaba en la plaza del Fresco. Pero sobre todo en la plaza se vendía el pescado, de ahí su nombre: "pescado fresco".
Ocupa una plaza de la ciudad en la que anteriormente estaba edificada la ya desaparecida iglesia del Salvador. Por esta razón se denominó inicialmente como Mercado del Salvador. Se construyó el año 1902 y fue diseñado por el arquitecto benaventano llamado Segundo Viloria. Ya desde sus inicios permitió la mejora del control y comercialización de alimentos. Coincidiendo con la celebración de su centenario se discutió como posibilidad el traslado del Mercado a la vieja estación de autobuses de la ciudad.
El 11 de mayo de 2024 el edificio histórico del Mercado de Abastos se cerró y la actividad se trasladó al mercado provisional ubicado en la calle Santiago Alba Bonifaz y que funcionará durante las obras de remodelación del edificio de Segundo Viloria. El Ayuntamiento de Zamora ante el comienzo de las obras retiró los rótulos del viejo edificio con objeto de conservar y divulgar el patrimonio gráfico de la ciudad.

## Características
Se trata de un edificio de planta rectangular ubicado en medio de una plaza: Plaza Mercado. El Mercado de Abastos fue diseñado por el arquitecto Viloria Escarda; se trata de un edificio modernista ubicado en el eje comercial de la ciudad, representado por la calle Santa Clara. El edificio posee dos cuerpos adosados a ambos extremos que realizan funciones de acceso al mismo. Se alza en dos niveles: El superior se dedica a la comercialización de los diversos tipos de alimentos y el inferior es destinado a almacenes de los vendedores y distribuidores. Se construye con ladrillo y posee a ambos laterales arcos cubiertos con vidrieras que permiten una gran iluminación del interior. La cubierta a dos alturas permite la ventilación del interior. Posee dos marquesinas exteriores donde se permite la venta de los productos procedentes de los hortelanos de la provincia. Desde su construcción se han realizado mejoras en el sistema de ventilación del edificio.

## Mercado en la cultura popular
El edificio aparece en una escena de la película española del año 2009 Celda 211.